# Orsinome lorentzi
Orsinome lorentzi is een spinnensoort in de taxonomische indeling van de strekspinnen.
Het dier behoort tot het geslacht Orsinome. De wetenschappelijke naam van de soort werd voor het eerst geldig gepubliceerd in 1911 door Kulczynski.